# VV ONA in het seizoen 1955/56
Het seizoen 1955/1956 was het eerste jaar in het bestaan van de Goudse betaaldvoetbalclub ONA. De club kwam uit in de Eerste klasse B en eindigde daarin op een 12e plaats, dit betekende dat de club in het nieuwe seizoen uitkwam in de Tweede divisie.

## Wedstrijdstatistieken

### Eerste klasse B
|       | Baronie | Be Quick | Blauw-Wit | 't Gooi | Haarlem | Helmond | Heracles | Hermes DVS | Leeuwarden | LONGA | Rheden | Wageningen | Zwolsche Boys |
| ----- | ------- | -------- | --------- | ------- | ------- | ------- | -------- | ---------- | ---------- | ----- | ------ | ---------- | ------------- |
| Thuis | 1 – 4   | 1 – 4    | 6 – 1     | 2 – 1   | 2 – 2   | 1 – 1   | 5 – 1    | 0 – 1      | 0 – 2      | 8 – 3 | 1 – 3  | 4 – 2      | 1 – 3         |
| Uit   | 2 – 1   | 3 – 0    | 2 – 0     | 2 – 0   | 7 – 3   | 1 – 0   | 3 – 1    | 2 – 0      | 1 – 1      | 2 – 3 | 2 – 1  | 2 – 1      | 2 – 3         |

## Statistieken ONA 1955/1956

### Eindstand ONA in de Nederlandse Eerste klasse B 1955 / 1956
| Stand | Gespeeld | Gewonnen | Gelijk | Verloren | Punten | Doelpunten voor | Doelpunten tegen |
| ----- | -------- | -------- | ------ | -------- | ------ | --------------- | ---------------- |
| 12e   | 26       | 7        | 3      | 16       | 17     | 46              | 59               |

### Topscorers
| Competitie \| # \| Naam \| \| \| -------------- \| --------------------------- \| -- \| \| 1. \| Adrie van den Berg \| 16 \| \| 2. \| Cees Ringelenstein \| 7 \| \| 3. \| Nico Koster \| 6 \| \| 4. \| Gerard Lingen \| 5 \| \| 5. \| Arie Hersche \| 4 \| \| 6. \| Cees van den Berg \| 2 \| \| 6. \| Gerret de Jong \| 2 \| \| 6. \| Arie Kasbergen \| 2 \| \| 9. \| Cor de Jong \| 1 \| \| Eigen doelpunt \| \| \| \| – \| Rijk van Veldhuizen (LONGA) \| 1 \| \| Totaal \| Totaal \| 46 \| |                             |      |
| # | Naam                        | Goal |
| 1. | Adrie van den Berg          | 16   |
| 2. | Cees Ringelenstein          | 7    |
| 3. | Nico Koster                 | 6    |
| 4. | Gerard Lingen               | 5    |
| 5. | Arie Hersche                | 4    |
| 6. | Cees van den Berg           | 2    |
| 6. | Gerret de Jong              | 2    |
| 6. | Arie Kasbergen              | 2    |
| 9. | Cor de Jong                 | 1    |
| Eigen doelpunt |                             |      |
| – | Rijk van Veldhuizen (LONGA) | 1    |
| Totaal | Totaal                      | 46   |